# 張文瑛
張文瑛（英語：Jojo Cheung Man Ying，1953年—），祖籍浙江寧波。曾是1974年度香港小姐競選冠軍。未參選之前為某間公司旗下模特兒，卸任港姐後加入無線電視宣傳部工作及參演電視劇，在電視劇中擔任配角，常飾演二奶角色，亦曾經擔任《K-100》及《歡樂巨星》主持之一。1980年代，與前無線電視監製曾國强結婚，1980年曾飽受紅斑狼瘡煎熬，現已康復。2002年10月，不幸患上大腸癌第三期，經多次到醫院進行化療及於2002年12月在瑪麗醫院動了切割腫瘤手術，現已康復。

## 演出作品

### 電視劇（無線電視）
- 1974：弒君
- 1974：皇上選妃
- 1974：啼笑因緣 飾 二姨太（芬）
- 1975：頂天立地
- 1975：狂蜂浪蝶 飾 小蝶二娘
- 1975: 洛神 飾 婢女甲
- 1975：歲月驚人 飾 陳敏華
- 1976：家家有本難唸的經
- 1976：少年十五二十時 飾 二奶
- 1978：婆媳鬥爭 飾 袁幸楠
- 1978：孖生姊妹
- 1978：奮鬥
- 1979：楚留香 飾 八飛怪俠之一
- 1980：四季情 飾 陳美玲
- 1980：執到寶
- 1982：萬水千山總是情 飾 莊夢書
- 1982：香城浪子 飾 雪

### 節目主持（無線電視）
- 1978：《K-100》（客席）
- 1979 - 1981：《歡樂巨星》[5]

## 外部連結
- 1974香港小姐候選佳麗

| 前任： 狄波拉（東方之珠選美會主辦） 孫泳恩（無綫電視主辦） | 香港小姐競選（無綫電視主辦）冠軍 1974年 | 繼任： 張瑪莉 |